# Nik Kershaw
Nicholas David Kershaw, meglio noto come Nik Kershaw (Bristol, 1º marzo 1958), è un cantautore, chitarrista e compositore britannico.

## Biografia

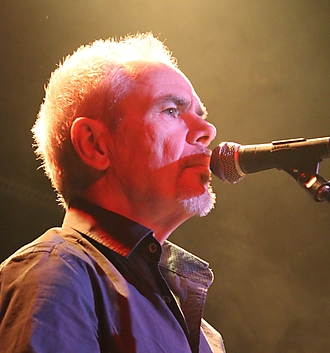
Un primo piano di Nik Kershaw

Nato a Bristol, è cresciuto a Ipswich. Dopo aver lasciato la scuola nel 1976, ha lavorato come commesso e nel frattempo ha iniziato a suonare la chitarra, cantando in numerose band underground locali. Da una di queste, i Fusion, si è separato nel 1982 per dedicarsi a una carriera da cantautore solista.
Nel 1983, firmato un contratto con la MCA Records, ha esordito con il brano I Won't Let the Sun Go Down on Me. L'anno successivo ha scalato le classifiche internazionali col singolo Wouldn't It Be Good, raggiungendo il quarto posto nella Official Singles Chart e riscuotendo grande successo in Europa, specialmente in Germania, Italia, Svizzera e Scandinavia.
Un altro suo noto successo, sempre del 1984, è The Riddle, brano caratterizzato da un testo particolarmente criptico e, secondo quanto dichiarato anche dallo stesso Kershaw, privo di un reale significato. Il DJ producer italiano Gigi D'Agostino ha realizzato nel 1999 una cover in chiave dance di tale canzone; sia la versione originale che il rifacimento hanno avuto una grande diffusione in Italia.
Nel 1985 è stato presente al Live Aid, noto e storico concerto internazionale di beneficenza promosso da Bob Geldof.
Nel 1986 ha pubblicato il suo terzo album, Radio Musicola, che però non riscuoterà lo stesso successo dei due album precedenti, pur essendo accolto positivamente dalla critica. Migliore accoglienza ha ricevuto il singolo When A Heart Beats, ma nessuno dei singoli estratti dall'album ha raggiunto la Top 20. In un'intervista, Kershaw associò il mancato successo dell'album al fatto che i due precedenti album Human Racing e The Riddle erano stati pubblicati con una breve distanza di tempo l'uno dall'altro, e il pubblico, avendo dovuto aspettare due anni per un altro album, aveva nel frattempo perso interesse.
Nel 1989 ha inciso un quarto album, The Works, passato quasi inosservato. A quel punto Kershaw non pubblicherà più nessun lavoro per 10 anni, prima di ritornare sulla scena nel 1999 con l'album 15 Minutes.

## Vita privata
Nel giugno 1983 ha sposato la sua fidanzata canadese Sheri, dalla quale ha avuto tre figli. I due si sono separati nel novembre 2003.

## Discografia

### Album in studio
- 1984 – Human Racing
- 1984 – The Riddle
- 1986 – Radio Musicola
- 1989 – The Works
- 1999 – 15 Minutes
- 2001 – To Be Frank
- 2006 – You've Got to Laugh
- 2012 – Ei8ht
- 2020 – Oxymoron

### Album dal vivo
- 1987 – BBC Transcription Services – Live in Concert
- 2010 – No Frills
- 2011 – Live in Germany 1984

### Album di remix
- 1998 – '98 Remixes

### Raccolte
- 1991 – The Collection
- 1993 – The Best of Nik Kershaw
- 1995 – Anthology
- 1998 – Greatest Hits
- 2000 – The Essential
- 2005 – Then and Now (UK hit: 182)
- 2012 – Human Racing – Special Edition
- 2013 – The Riddle – Special Edition

### Singoli
- 1983 – I Won't Let the Sun Go Down on Me (hit: 47 UK)
- 1984 – Wouldn't It Be Good (hit: 4 UK; hit: 46 U.S; hit: 5 AUS)
- 1984 – Dancing Girls (hit: 13 UK)
- 1984 – I Won't Let the Sun Go Down on Me (re-issue) (hit: 2 UK; hit: 17 AUS)
- 1984 – Human Racing (hit: 19 UK)
- 1984 – The Riddle (hit: 3 UK; hit: 6 AUS)
- 1985 – Wide Boy (hit: 9 UK; hit: 7 AUS)
- 1985 – Don Quixote (hit: 10 UK; hit: 83 AUS)
- 1985 – When a Heart Beats (hit: 27 UK; hit: 92 AUS)
- 1986 – Nobody Knows (hit: 44 UK; hit: 73 AUS)
- 1986 – Radio Musicola (hit: 43 UK)
- 1987 – James Cagney
- 1989 – One Step Ahead (hit: 55 UK)
- 1989 – Elisabeth's Eyes
- 1999 – Somebody Loves You (hit: 70 UK)
- 1999 – Sometimes (Les Rythmes Digitales featuring Nik Kershaw) (hit: 56 UK)
- 1999 – What Do You Think of it So Far?
- 2001 – Wounded
- 2012 – The Sky's the Limit

## Collaborazioni
- 1985: Nikita di Elton John – Nik Kershaw alla chitarra elettrica e ai cori con George Michael
- 1985: Act of War di Elton John – Nik Kershaw alla chitarra elettrica
- 1991: Still di Tony Banks – Nik Kershaw canta in Red Day on Blue Street, I Wanna Change the Score e The Final Curtain. Red Day on Blue Street e I Wanna Change the Score sono scritte da Tony Banks e Nik Kershaw
- 1993: Duets di Elton John – Old Friend è scritta da Nik Kershaw. Tutti gli strumenti e i cori sono di Nik Kershaw
- 1996: Back to You, lato B del singolo Walls of Sound estratto da Strictly Inc è scritta da Tony Banks e Nik Kershaw
- 1998: Live the Life di Michael W. Smith – Let Me Show You The Way è scritta da Nik Kershaw e Michael Smith. Nik Kershaw alla chitarra
- 1999: Darkdancer di Les Rythmes Digitales – Sometimes è scritta da Jacques Lu Cont e Nik Kershaw e cantata da Nik Kershaw
- 1999: This Is Your Time di Michael W. Smith – Hey You It's Me - Nik Kershaw è autore e corista
- 2001: Island di Orinoko – Kershaw è autore
- 2010: Come Out and Play di Kim Wilde – Nik Kershaw duetta con Kim Wilde in Love Conquers All
- 2012: Genesis Revisited 2 di Steve Hackett - Nik Kershaw canta il brano The Lamia